# Reed Diamond
Reed Edward Diamond (New York, 20 luglio 1967) è un attore statunitense, noto principalmente per i ruoli del detective Mike Kellerman in Homicide, di Jason Pillard in 24, di Daniel Whitehall in Agents of S.H.I.E.L.D., di Laurence Dominic in Dollhouse, del detective Terry Crowley in The Shield, di Jack Vasser in Journeyman e di Hansen Foundry in Tredici.

## Biografia

### Infanzia e gioventù
Nato a Brooklyn, New York, dal direttore di scena Bob Diamond e dall'astrologa Allison. Dopo il divorzio dei genitori, avvenuto quando aveva 7 anni, egli viene cresciuto a Manhattan dal padre, che vi dirigeva spettacoli quali The Joe Franklin Show.
Dopo aver frequentato la Trinity School di New York si iscrive alla Università della Carolina del Nord a Chapel Hill per due anni; successivamente studia teatro presso la Juilliard School e rimarrà membro della divisione di arti drammatiche denominata Group 20 dal 1987 al 1991.

### Carriera
Il suo debutto televisivo avviene nel 1974, a sette anni, in un episodio della serie ABC Afterschool Specials e nella soap opera Quando si ama. Anni dopo, ormai adulto, comincia a partecipare in veste di guest star a serie televisive come Law & Order - I due volti della giustizia e Class of '96, nonché a film quali Memphis Belle (1990), Sotto il segno del pericolo (1994) e Her Hidden Truth (1995).
Il suo primo ruolo importante arriva nel 1995, quando si unisce al cast di Homicide nel ruolo del detective Mike Kellerman, personaggio regolare della serie dalla quarta alla sesta stagione, e successivamente ricomparso in due episodi dell'ultima nonché nel film TV conclusivo della serie. Dal 1999 al 2003 recita in Giudice Amy, nel ruolo ricorrente di Stuart Collins.
Negli anni seguenti compare nelle serie TV Crossing Jordan, West Wing - Tutti gli uomini del Presidente, Medium, Numbers, CSI - Scena del crimine, Stargate SG-1, Senza traccia, The Mentalist, 24 e Common Law; nonché nei film S.W.A.T. - Squadra speciale anticrimine, Spider-Man 2 e Good Night, and Good Luck.. Nel 2002 viene annunciato come uno degli attori principali della serie televisiva The Shield, nel ruolo del detective Terry Crowley che, tuttavia, muore al termine dell'episodio pilota. Evento che lascia sorpresi gli spettatori e viene, in seguito, riproposto spesso durante gli spot pubblicitari statunitensi del telefilm.
Impersona inoltre l'ispettore Jack Vasser in Journeyman, show NBC cancellato a dicembre 2007. Nel 2010 viene scritturato per interpretare Damien Karp, uno dei personaggi principali di Franklin & Bash, comparendo contemporaneamente ne L'arte di vincere.
Il 26 luglio 2014 viene annunciata la sua presenza nella seconda stagione di Agents of S.H.I.E.L.D. nei panni di Daniel Whitehall/Kraken.

## Vita privata
Diamond è stato sposato due volte, la prima dal 1995 al 1997 con l'attrice Fredrika Kesteni; e la seconda dal 2004 con l'attrice e cantante Marnie McPhail.

## Filmografia

### Cinema
- Memphis Belle, regia di Michael Caton-Jones (1990)
- Sotto il segno del pericolo (Clear and Present Danger), regia di Phillip Noyce (1994)
- Assassins, regia di Richard Donner (1995)
- La stirpe (The Breed), regia di Michael Oblowitz (2001)
- S.W.A.T. - Squadra speciale anticrimine (S.W.A.T.), regia di Clark Johnson (2003)
- Spider-Man 2, regia di Sam Raimi (2004)
- Madison - La freccia dell'acqua (Madison), regia di William Bindley (2005)
- Good Night, and Good Luck., regia di George Clooney (2005)
- Berkeley, regia di Bobby Roth (2005)
- The Darkroom, regia di Michael Hurst (2006)
- My Wallet, regia di Richard Gonzales - cortometraggio (2006)
- New Old Capt. Undergarments, regia di Richard Gonzales - cortometraggio (2006)
- Adrenaline, regia di Robert Archer Lynn (2007)
- Ti presento Bill (Meet Bill), regia di Bernie Goldmann e Melisa Wallack (2007)
- L'arte di vincere (Moneyball), regia di Bennett Miller (2011)
- Much Ado About Nothing, regia di Joss Whedon (2012)
- L'amico del cuore (Our Friends), regia di Gabriela Cowperthwaite (2019)
- Drop - Accetta o rifiuta (Drop), regia di Christopher Landon (2025)

### Televisione
- ABC Afterschool Specials - serie TV, episodio 17x01 (1974)
- Quando si ama (Loving) - serie TV, 1 episodio (1983)
- A ferro e fuoco (Ironclads), regia di Delbert Mann - film TV (1991)
- Law & Order - I due volti della giustizia (Law & Order) - serie TV, 2 episodi (1991-2005)
- Terra di pionieri (O Pioneers!), regia di Glenn Jordan - film TV (1992)
- Boy Meets Girl, regia di Kevin Rodney Sullivan - film TV (1993)
- Class of '96 - serie TV, 3 episodi (1993)
- Blind Splot, regia di Michael Toshiyuki Uno - film TV (1993)
- Sotto inchiesta (Under Suspicion) – serie TV, episodio 1x10 (1994)
- Awake to Danger, regia di Michael Tuchner - Film TV (1995)
- Secrets, regia di Jud Taylor - Film TV (1995)
- Her Hidden Truth, regia di Dan Lerner - film TV (1995)
- Homicide - serie TV, 69 episodi (1995-1998)
- Full Circle, regia di Bethany Rooney - Film TV (1996)
- Stoffa da campioni (Mighty Ducks) - serie TV, episodio 1x26 (1997)
- Indefensible: The Truth About Edward Brannigan, regia di Brian Dennehy (1997)
- Giudice Amy (Judging Amy) - serie TV, 19 episodi (1999-2003)
- 919 Fifth Avenue, regia di Neil Hagar - Film TV (2000)
- Homicide: The Movie, regia di Jean de Segonzac - Film TV (2000)
- High Noon, regia di Rod Hardy - Film TV (2000)
- The Huntress - serie TV, 3 episodi (2001)
- In tribunale con Lynn (Family Law) - serie TV, episodio 3x09 (2001)
- Il destino può attendere (Three Days), regia di Michael Switzer - film TV (2001)
- Path to War - La strada verso la guerra (Path to War), regia di John Frankenheimer - Film TV (2002)
- Scared Silent, regia di Mike Robe - Film TV (2002)
- Presidio Med - serie TV, 2 episodi (2002)
- The Twilight Zone - serie TV, episodio 1x30 (2003)
- The Shield - serie TV, 3 episodi (2003)
- Crossing Jordan - serie TV, episodio 4x06 (2003)
- West Wing - Tutti gli uomini del Presidente (The West Wing) - serie TV, 3 episodi (2004-2005)
- Medium - serie TV, episodio 1x06 (2005)
- CSI - Scena del crimine (CSI: Crime Scene Investigation) - serie TV, episodio 6x03 (2005)
- Numb3rs - serie TV, episodio 2x10 (2005)
- I violentatori della notte (Faceless), regia di Joe Carnahan - Film TV (2006)
- Stargate SG-1 - serie TV, episodio 9x14 (2006)
- Senza traccia (Without a Trace) - serie TV, episodio 5x09 (2006)
- Vanished - serie TV, 3 episodi (2006)
- Ghost Whisperer - Presenze (Ghost Whisperer) - serie TV, episodio 2x11 (2006)
- Octber Road - serie TV, episodio 1x06 (2007)
- Journeyman - serie TV, 13 episodi (2007)
- Criminal Minds - serie TV, episodio 4x06 (2008)
- Drop Dead Diva - serie TV, episodio 1x02 (2009)
- Detective Monk (Monk) - serie TV, episodio 8x04 (2009)
- Castle - serie TV, episodio 2x05 (2009)
- Cold Case - Delitti irrisolti (Cold Case) - serie TV, episodio 7x09 (2009)
- Dollhouse - serie TV, 15 episodi (2009-2010)
- 24 - serie TV, 8 episodi (2010)
- Firebreather, regia di Peter Chung - film TV (2010)
- Law & Order: LA - serie TV, episodio 1x14 (2011)
- The Mentalist - serie TV, 5 episodi (2011-2013)
- Desperate Housewives - serie TV, 2 episodi (2012)
- The Glades - serie TV, episodio 3x05 (2012)
- Revolution - serie TV, episodio 1x09 (2012)
- Bones - serie TV, 4 episodi (2012-2013)
- White Collar - serie TV, episodio 4x12 (2013)
- Agents of S.H.I.E.L.D. - serie TV, 9 episodi (2014)
- Franklin & Bash – serie TV, 40 episodi (2011-2014)
- Wayward Pines – serie TV, 8 episodi (2015)
- State of Affairs – serie TV, 3 episodi (2014-2015)
- Minority Report – serie TV, 5 episodi (2015)
- Elementary – serie TV, episodio 4x06 (2015)
- Good Girls Revolt – serie TV, 3 episodi (2016)
- Underground – serie TV, 10 episodi (2016)
- Designated Survivor – serie TV, 19 episodi (2016-2018)
- Feud – serie TV, 2 episodi (2017)
- The Purge – serie TV, 6 episodi (2018)
- Hawaii Five-0 – serie TV, episodio 9x13 (2019)
- Billions – serie TV, episodio 4x04 (2019)
- The Terror – serie TV, 3 episodi (2019)
- Le regole del delitto perfetto (How to Get Away with Murder) – serie TV, episodio 6x07 (2019)
- Tredici (13 Reasons Why) – serie TV, 7 episodi (2020)
- Bosch – serie TV, 5 episodi (2021)
- Leverage: Redemption – serie TV, 2 episodi (2021-)
- The Girl in the Woods – serie TV, 8 episodi (2021-)
- Gaslit – serie TV, 8 episodi (2021-)
- Bosch: l'eredità (Bosch: Legacy) - serie TV, episodio 1x02 (2022)
- Better Call Saul - serie TV, episodio 6x09 (2022)

## Doppiatori italiani
Nelle versioni in italiano delle opere in cui ha recitato, Reed Diamond è stato doppiato da:
- Francesco Prando in CSI - Scena del crimine, L'arte di vincere, Cold Case - Delitti irrisolti, 24, The Mentalist
- Angelo Maggi in Law & Order - I due volti della giustizia, Bosch, Bosch: l'eredità
- Vittorio De Angelis in Assassins, Spider-Man 2
- Fabrizio Manfredi in Homicide, The Glades
- Mauro Gravina in Good Night, and Good Luck, Castle
- Alberto Bognanni in Ti presento Bill, The Girl in the Woods
- Antonio Palumbo in Journeyman, Wayward Pines
- Gianluca Tusco in Designated Survivor, Le regole del delitto perfetto
- Andrea Ward in Memphis Belle
- Vittorio Guerrieri in Numb3rs
- Roberto Certomà in Criminal Minds
- Giorgio Borghetti in Detective Monk
- Giorgio Locuratolo in White Collar
- Alessandro Budroni in Agents of S.H.I.E.L.D.
- Marco Mete in Dollhouse
- Massimiliano Plinio in Elementary
- Guido Di Naccio in Bones (ep. 7x13)
- Massimo Bitossi in Bones (ep. 8x01, 8x13, 9x04)
- Roberto Gammino in Stargate SG-1
- Massimo Lodolo in Ghost whisperer - Presenze
- Matteo De Mojana in Tredici
- Riccardo Niseem Onorato in The Shield
- Silvano Piccardi in The Purge
- Simone D'Andrea in Hawaii Five-0
- Teo Bellia in Franklin & Bash
- Enzo Avolio in Feud
- Valerio Sacco in Billions
- Fabrizio Pucci in Drop - Accetta o rifiuta